# فرانك ميرفي (سياسي)
فرانك ميرفي هو محامي وسياسي أمريكي، ولد في 15 مايو 1897 في رينسيلار في الولايات المتحدة، وتوفي في 25 ديسمبر 1944 بسبب أمراض القلب. نشط حزبياً في الحزب الديمقراطي. وقد انتخب نائب حاكم ميشيغان ‏ (1941 – 1942) وانتخب نائب حاكم ميشيغان ‏.